# Requena (tỉnh)
Tỉnh Requena (tiếng Tây Ban Nha: Provincia de Requena) là một tỉnh thuộc vùng Loreto của Peru. Tỉnh Requena có diện tích 44218 km², dân số thời điểm theo điều tra dân số ngày 11 tháng 7 năm 1993 là 52058 người. Tỉnh lỵ đóng ở Requena.